# Las Canoas, Tamaulipas
Las Canoas är en ort i Mexiko.   Den ligger i kommunen Ocampo och delstaten Tamaulipas, i den centrala delen av landet, 400 km norr om huvudstaden Mexico City. Las Canoas ligger 425 meter över havet och antalet invånare är 342.
Terrängen runt Las Canoas är varierad. Runt Las Canoas är det glesbefolkat, med 9 invånare per kvadratkilometer. Närmaste större samhälle är Ocampo, 7,8 km sydost om Las Canoas. Omgivningarna runt Las Canoas är en mosaik av jordbruksmark och naturlig växtlighet.